# 히가시무라야마군

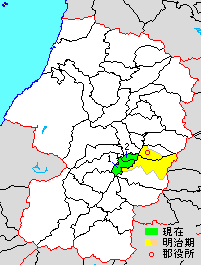
야마가타현 히가시무라야마 군의 범위 (1.야마노베 정 2.나카야마 정)

히가시무라야마군(일본어: 東村山郡, ひがしむらやまぐん)은 일본 야마가타현의 군이다.
인구 23,041명, 면적 92.6km², 인구밀도 249명/km².(2025년 3월 1일, 추계인구)
이하 2정으로 구성된다.
- 나카야마정(中山町)
- 야마노베정(山辺町)

히가시무라야마 군이 있던 지역은 예전에는 무쓰국 모가미 군에 포함되는 지역이었다.